# Qu’Appelle (miasto)
Qu’Appelle – miasto w Kanadzie, w prowincji Saskatchewan. W czasach przed utworzeniem Saskatchewanu Qu’Appelle było najważniejszym ośrodkiem w ówczesnym dystrykcie Assiniboia i jednym z najważniejszych na całych Terytoriach Północno-Zachodnich. Było rozważane również przez władze federalne jako stolica dystryktu, a nawet całych Terytoriów. Kiedy gubernator porucznik Terytoriów Północno-Zachodnich Edgar Dewdney wybrał na stolicę Pile-O-Bones (przemianowane później na Regina), Qu’Appelle zaczęło podupadać.
Liczba mieszkańców Qu’Appelle wynosi 624. Język angielski jest językiem ojczystym dla 95,2%, francuski dla 1,6% mieszkańców (2006).